# Dienststelle Blumberg
Die Dienststelle der DVP Blumberg „Dr. Richard Sorge“ mit Standort Freudenberg nordöstlich von Berlin war eine geheime Einheit der Kasernierten Einheiten des Ministeriums des Innern (MdI) in der DDR. Sie war für den technischen Unterhalt des Gefechtsstandes und dessen Verteidigung zuständig, in den sich im Verteidigungsfall der Innenminister und sein Stab zurückgezogen hätten (Objekt 7001). Für den Bunkerbau war der VEB Spezialbaukombinat Schwedt verantwortlich, einen Teil der Baukräfte stellte der Truppenteil.

## Lage
Die Dienststelle Blumberg befand sich nicht in Blumberg direkt am nordöstlichen Stadtrand von Berlin, wie der Name vermuten ließe, sondern ab etwa 1985 ungefähr drei Kilometer nördlich der Fernverkehrsstraße 158 am Nord-West-Ortsausgang von Freudenberg. Bis zu diesem Zeitpunkt befand sich die gesamte Dienststelle in der Kaserne nördlich der Ortschaft Eichenbrandt, am Gamengrund.
Ein in der Nähe von Blumberg zwischen Ahrensfelde und Lindenberg gelegenes Objekt hatte zwar die gleiche Objektstruktur wie alle Bunkerbauwerke (vorn: Kaserne Wachbataillon, dahinter: Schutzbauwerke), war aber ein Objekt des Wachregiments „Feliks Dzierzynski“ des Ministeriums für Staatssicherheit (MfS). Heute befindet sich auf diesem Gelände die Bundespolizeiabteilung Blumberg der Bundespolizei mit der Bundespolizeifliegerstaffel Ost und der Diensthundeausbildungsanlage der Bundespolizeidirektion Berlin.
Das Objekt des MdI in der Ortschaft Blumberg, Zentrales Orchester des MdI, diente der Dienststelle der DVP Blumberg „Dr. Richard Sorge“ als Tarnobjekt.
Die Dienststelle Blumberg belegte im Einzelnen nachfolgende Objekte:
| Objekte der Dienststelle             | Objekte der Dienststelle               | Objekte der Dienststelle | Objekte der Dienststelle | Objekte der Dienststelle        | Objekte der Dienststelle         |
| Bezeichnung                          | Bestimmung                             | Ort                      | Kreis                    | Aufgabe im Verteidigungszustand | Koordinate                       |
| ------------------------------------ | -------------------------------------- | ------------------------ | ------------------------ | ------------------------------- | -------------------------------- |
| AO = „Ausbildungsobjekt“             | Kaserne der Sicherungseinheit          | in Heidekrug             | Strausberg               | Anlaufpunkt                     | 52° 38′ 53,4″ N, 13° 51′ 21,3″ O |
| SO = „Schulungsobjekt“ (Objekt 7001) | Schutzbauwerke mit Funk-Empfangsstelle | bei Freudenberg          | Bad Freienwalde          | Ministerführungsstelle          | 52° 42′ 32,5″ N, 13° 48′ 59,7″ O |
| AG = „Ausbildungsgelände“            | Funk-Sendestelle                       | bei Tuchen               | Eberswalde               | abgesetzte Funkstelle           | 52° 46′ 14,6″ N, 13° 47′ 24,8″ O |
| Blumberg                             | zwei Dienstzimmer                      | in Blumberg              | Bernau                   | Abdeckung                       |                                  |

## Organisation
Die „Dienststelle der DVP Blumberg“ gliederte sich in
- ein Führungsorgan,
- das Politorgan,
- den Stab,
- die Versorgungsdienste,
- den Bereich Stellvertreter des Leiters (Stabskommandant Bunkerbauwerk),
- den Bereich Stellvertreter Nachrichtentechnik,
- die Sicherungseinheit (SE) und
- die Offiziersaufklärungsgruppe.

Außerdem gab es
- einen Parteisekretär (der Kreisleitung der SED des MdI unterstellt) und
- einen FDJ-Sekretär (der Kreisleitung der FDJ des MdI unterstellt) sowie
- die Arbeitsgruppe Abwehroffiziere des MfS (5 Offz., der HA VII des MfS direkt unterstellt).

| Stärke        | StAN I Stellen- und Ausrüstungsnachweis Ständige Einsatzbereitschaft | StAN I Stellen- und Ausrüstungsnachweis Ständige Einsatzbereitschaft | StAN I Stellen- und Ausrüstungsnachweis Ständige Einsatzbereitschaft | StAN I Stellen- und Ausrüstungsnachweis Ständige Einsatzbereitschaft | StAN II Stellen- und Ausrüstungsnachweis Volle Einsatzbereitschaft | StAN II Stellen- und Ausrüstungsnachweis Volle Einsatzbereitschaft | StAN II Stellen- und Ausrüstungsnachweis Volle Einsatzbereitschaft | StAN II Stellen- und Ausrüstungsnachweis Volle Einsatzbereitschaft |
| ------------- | -------------------------------------------------------------------- | -------------------------------------------------------------------- | -------------------------------------------------------------------- | -------------------------------------------------------------------- | ------------------------------------------------------------------ | ------------------------------------------------------------------ | ------------------------------------------------------------------ | ------------------------------------------------------------------ |
| Einheit       | Offz.                                                                | Ufhr.                                                                | Wm.                                                                  | Gesamt                                                               | Offz.                                                              | Ufhr.                                                              | Wm.                                                                | Gesamt                                                             |
| DSt. Blumberg | 129                                                                  | 199                                                                  | 285                                                                  | 613                                                                  | 173                                                                | 327                                                                | 566                                                                | 1066                                                               |

Quelle: Mobilmachungsplanung/GVS b 893–0014/89
Legende: Offz.=Offizier, Ufhr.=Unterführer, Wm.=Wachtmeister (s. Dienstgrade der VP)

### Führungsorgan
Es bestand aus dem
- Leiter der Dienststelle
- seinen Stellvertretern:
  - Stellvertreter des Leiters und Stabschef,
  - Stellvertreter für Politische Arbeit des Leiters,
  - Stellvertreter des Leiters
  - Stellvertreter des Leiters für Nachrichtentechnik und
  - Stellvertreter des Leiters für Versorgung
- sowie deren nachgeordneten Fachoffizieren und
- den Offizieren innere Sicherheit (unter anderem Kriminalist aus Diensteinheit IX, MdI HA/K Berlin)
- dem Kontrolloffizier (Finanzwesen)
- dem Leiter Kader/Ausbildung
- dem Offizier Finanzen

### Politorgan
- Stellvertreter für Politische Arbeit des Leiters
- Stellvertreter des Stellv. für Pol. Arbeit

| Stärke     | StAN I | StAN I | StAN I | StAN I | StAN II | StAN II | StAN II | StAN II |
| ---------- | ------ | ------ | ------ | ------ | ------- | ------- | ------- | ------- |
| Einheit    | Offz.  | Ufhr.  | Wm.    | Gesamt | Offz.   | Ufhr.   | Wm.     | Gesamt  |
| Politorgan | 2      | 1      | –      | 3      | 3       | 1       | –       | 4       |

### Stab
- Stellv. des Leiters u. Stabschef
- Stellv. Stabschef operativ (militärischer Stab der DSt.)
- Leiter Sicherheit (Ausweise ausgeben/einziehen für Objekte)
- Leiter Organisation (Mobilmachungsvorbereitung u. (mil.) Verteidigungsplanung)

| Stärke  | StAN I | StAN I | StAN I | StAN I | StAN II | StAN II | StAN II | StAN II |
| ------- | ------ | ------ | ------ | ------ | ------- | ------- | ------- | ------- |
| Einheit | Offz.  | Ufhr.  | Wm.    | Gesamt | Offz.   | Ufhr.   | Wm.     | Gesamt  |
| Stab    | 13     | 14     | –      | 27     | 18      | 37      | 44      | 99      |

### Versorgungsdienste
- Stellvertreter des Leiters für Versorgung
- Offizier Organisation/Einsatz (Stellvertreter)
- Leiter Kfz. / Munition (einschließlich fünf Ikarus-Busse)
- Truppenarzt (zwei Med.-punkte mit Sankra)
- Offizier Unterkunft (mit Objekthandwerker, Betreibung Wasserwerke und Heizhäuser)
- Offizier Quartiernutzung (Intendantur, einschließlich zwei Verkaufsstellen)
- Offizier für Bekleidung/Ausrüstung (Lager)

| Stärke             | StAN I | StAN I | StAN I | StAN I | StAN II | StAN II | StAN II | StAN II |
| ------------------ | ------ | ------ | ------ | ------ | ------- | ------- | ------- | ------- |
| Einheit            | Offz.  | Ufhr.  | Wm.    | Gesamt | Offz.   | Ufhr.   | Wm.     | Gesamt  |
| Versorgungsdienste | 17     | 39     | 8      | 64     | 19      | 83      | 10      | 112     |

### Unterstellte Einheiten
- Stellvertreter des Leiters (Besatzung der Schutzbauwerke zuzüglich ca. 300 Personen der Minister-Führungsgruppe)
- Stellvertreter des Leiters Nachrichtentechnik (Sicherstellung der Funk- und Drahtnachrichtenverbindung) (Umunterstellung unter Stellvertreter des Ministers Nachrichten)
- Offiziersaufklärungsgruppe (polizeiliche Aufklärung des Unterbringungsraumes, Kripo K1)
- Sicherungseinheit (SE) (Bau- und Wachbataillon)

| Stärke                     | StAN I | StAN I | StAN I | StAN I | StAN II | StAN II | StAN II | StAN II |
| -------------------------- | ------ | ------ | ------ | ------ | ------- | ------- | ------- | ------- |
| Einheit                    | Offz.  | Ufhr.  | Wm.    | Gesamt | Offz.   | Ufhr.   | Wm.     | Gesamt  |
| Stellvertreter des Leiters | 35     | 47     | –      | 82     | 45      | 80      | –       | 125     |
| Stellv.d.Ltr. Na.-technik  | 8      | 25     | –      | 33     | –       | -       | –       | -       |
| Offiziersaufklärungsgruppe | 5      | –      | -      | 5      | 10      | –       | -       | 10      |
| Sicherungseinheit          | 38     | 57     | 253    | 348    | 66      | 121     | 515     | 702     |

### Stellvertreter des Leiters
- Stellvertreter des Leiters (Kommandant Schutzbauwerke)
- Stellv. für politische Arbeit des StL
- Leiter Technik (Wartungs- und Instandsetzungsdienst Schutzbauwerke)
- Leiter Eigenleistung (Koordinierung aller Bauleistungen für die Schutzbauwerke)
- Leiter Planung (Stabschef mit Stab)
- Nachrichtenoffizier (Leiter Nachrichtenzentrale Schutzbauwerk)
- Leiter Diensthabende (Diensthabendes System Schutzbauwerke)
- Leiter EDV (Personalcomputer neuester Produktion/EC-1834)
- Offizier Versorgung (Versorgungsdienst)

### Nachrichtentechnik
- Stellv. d. Ltr. Nachrichtentechnik
- Leiter Objektnachrichtenzentrale (Sicherstellung Nachrichtenverbindungen)
- Leiter Funknachrichtenzentrale (abgesetzte FuNZ bei Tuchen-Klobbicke)
- Leiter VS-Stelle (für alle drei Objekte („Ausbildungs-“ (AO), „Schulungsobjekt“ (SO) u. FuNZ))

### Sicherungseinheit
- Sicherungseinheit: „Ständige Einsatzbereitschaft“
  - Kommandeur
  - Stab (Führungsorgan) (strukturiert wie VPB)
  - 1. Kompanie (drei Schützenzüge)
  - 2. Kompanie (drei Schützenzüge)
  - 3. Kompanie (SPW-Zug (PSH), Pionierzug, Flak-Zug)
  - 4. Kompanie (Transportzug, zwei Halbzüge Heizer, zwei Halbzüge Köche)
- Sicherungseinheit „Verteidigungszustand“
  - Kommandeur
  - Stab (Führungsorgan) (strukturiert wie VPB)
  - 1. (Schützen-) Kp. (Verteidigung der Führungsstelle/SO)
  - 2. (Schützen-) Kp. (Verteidigung der Führungsstelle/SO)
  - 3. (Schützen-) Kp. aus Reservisten (Verteidigung des Anlaufpunktes (AO) für Chefs BDVP)
  - 4. (Schützen-) Kp. aus Reservisten (Verteidigung der Funksendezentrale)
  - 5. Kp. SPW PSH aus 3. Kp., SPW-Zug (gepanzerte Begleitgruppe)
  - (6. Kp.) Flak-Bttr. aus Flak-Zug/3. (Luftabwehr an der Führungsstelle/SO)
  - 7. Stabs-Kp. aus 4. Kp., ohne Pionierzug (Sicherstellung, Pionierzug/Stab Dienststelle)

## Geschichte

### Vorgeschichte 1972–1983
Ihr Aufbau wurde von vier VP-Angehörigen Ende des Jahres 1972 in Berlin-Bohnsdorf in einer Dreizimmerwohnung begonnen. Ihr Zweck war ursprünglich die Vorbereitung und Leitung des Baus einer unterirdischen Führungsstelle bei Werneuchen (Objekt 025) für den Innenminister der DDR Armeegeneral Friedrich Dickel. Danach sollte dieser Truppenteil aufgelöst werden.
Dienststellenleiter wurde Oberst d. VP Hans Wahner, ehemaliger Wehrmachtsoffizier, der die operativen (militärischen) Aufgaben bearbeitete. Er war Anfang der 1960er Jahre Kommandeur der aus den Basdorfer Bereitschaften gebildeten Mot.-Brigade (B) und in dieser Eigenschaft nach eigenem Bekunden der unmittelbare militärische Leiter des Mauerbaus. Weiterhin nahm der Obermeister der VP Manfred Mittelberger (inzwischen verstorben) die Aufgaben der Versorgungsdienste wahr. Hauptmann, zuletzt Major d. VP, Friedemann bereitete die nachrichtentechnische Sicherstellung vor. Wenig später kam Hptm. Delow hinzu, zuletzt Oberstleutnant d. VP. Er war für die Bauvorbereitung und -durchführung verantwortlich.
Diese Dienststelle unterstand dem 1. Stellvertreter des Chefs des Stabes des MdI bis zum Ende der DDR und der Übernahme durch den Bundesgrenzschutz bzw. einzelner Teile durch den Zivilschutz/BMI im Jahre 1990. Vorgesetzter war demzufolge zuerst Generalleutnant Friedhelm Rausch bis zu seiner Ernennung zum Präsidenten der VP Berlin und als sein Nachfolger Generalleutnant Egon Grüning.
Nachdem weitere Mitarbeiter zukommandiert wurden, verlegte diese Dienststelle ihren Standort in die Ortschaft Blumberg bei Berlin in das VP-Objekt des Standortmusikkorps des MdI.
Etwa 1977 begann die Zukommandierung von Wehrpflichtigen mit Bauberufen aus den Volkspolizei-Bereitschaften (VPB). Es begann der Aufbau militärischer Einheiten, einer technischen Einheit und einer nachrichtentechnischen Einheit sowie von rückwärtigen Sicherstellungseinheiten in der Nähe der Ortschaft Gielsdorf. Alle Angehörigen wurden in diese Kaserne verlegt und das Objekt in der Ortschaft Blumberg diente als Tarnadresse.
Ende der 1970er Jahre mündete diese Entwicklung in der Bildung einer „Sicherungseinheit“ (drei Kompanien). Diese wurde Ende 1983 aufgelöst und ihre Kompanien dem Dienststellenleiter direkt unterstellt. Im November 1985 wurde die Sicherungseinheit neu gebildet und jetzt noch stärker an die Struktur einer VP-Bereitschaft angelehnt (vier Kompanien, davon zwei Schützen- und eine gemischte Kompanie, in der der SPW-Zug als zukünftige Kompanie gekadert wurde).

### Der Bunkerbau 1983 bis zur Gegenwart

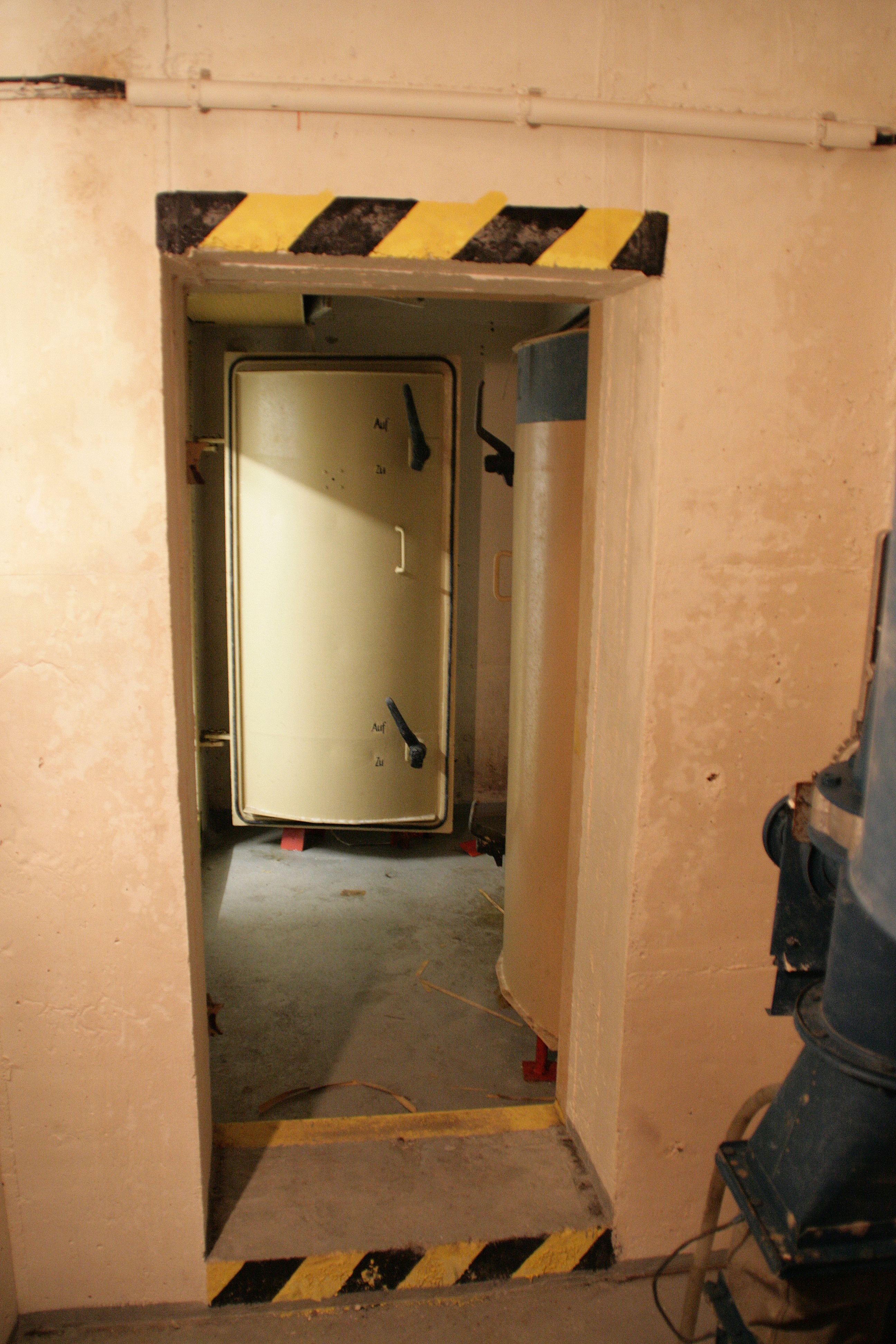
Bunker 7001, Eingangsschleuse des TO 02

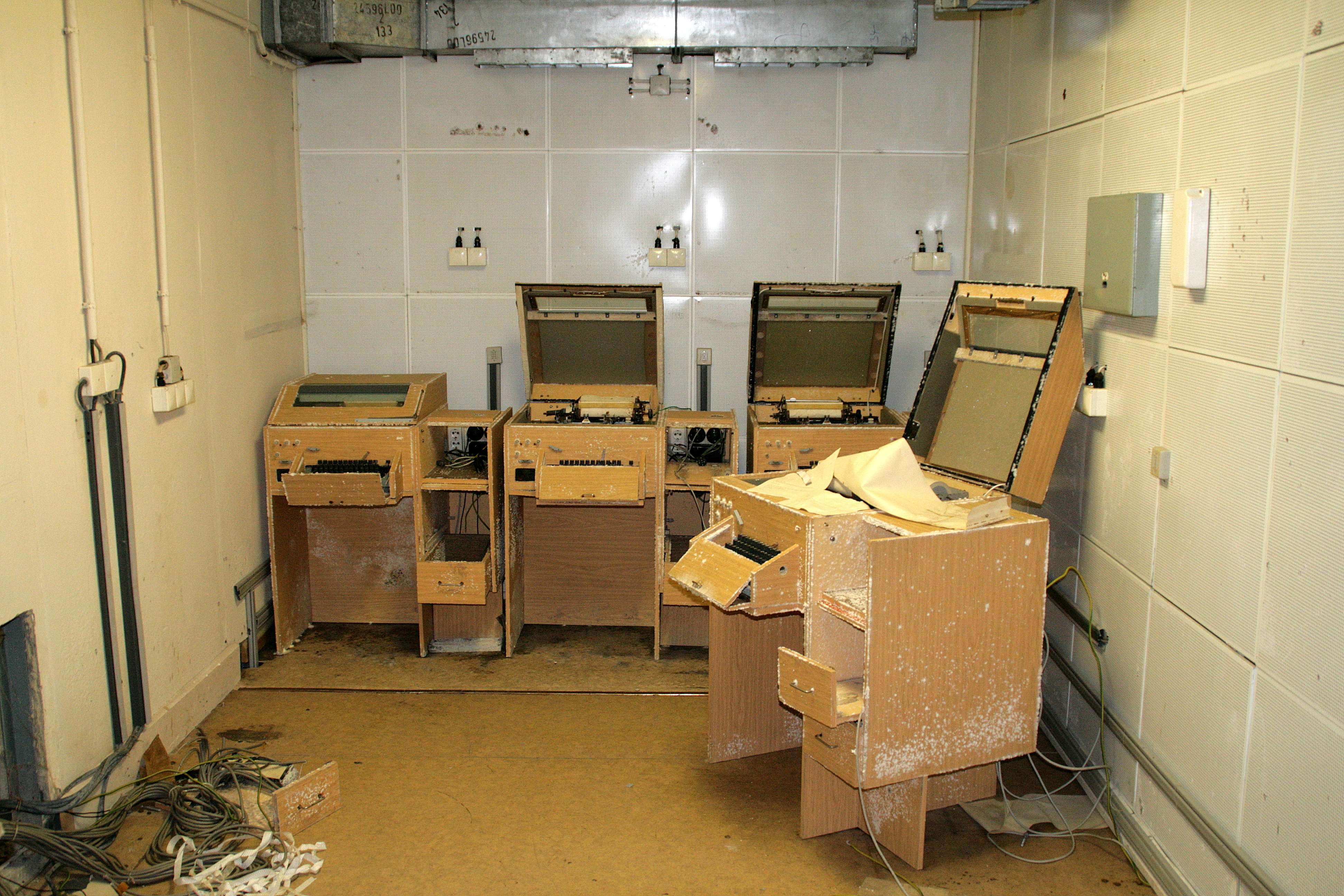
Bunker 7001, Fernschreibraum im TO 02

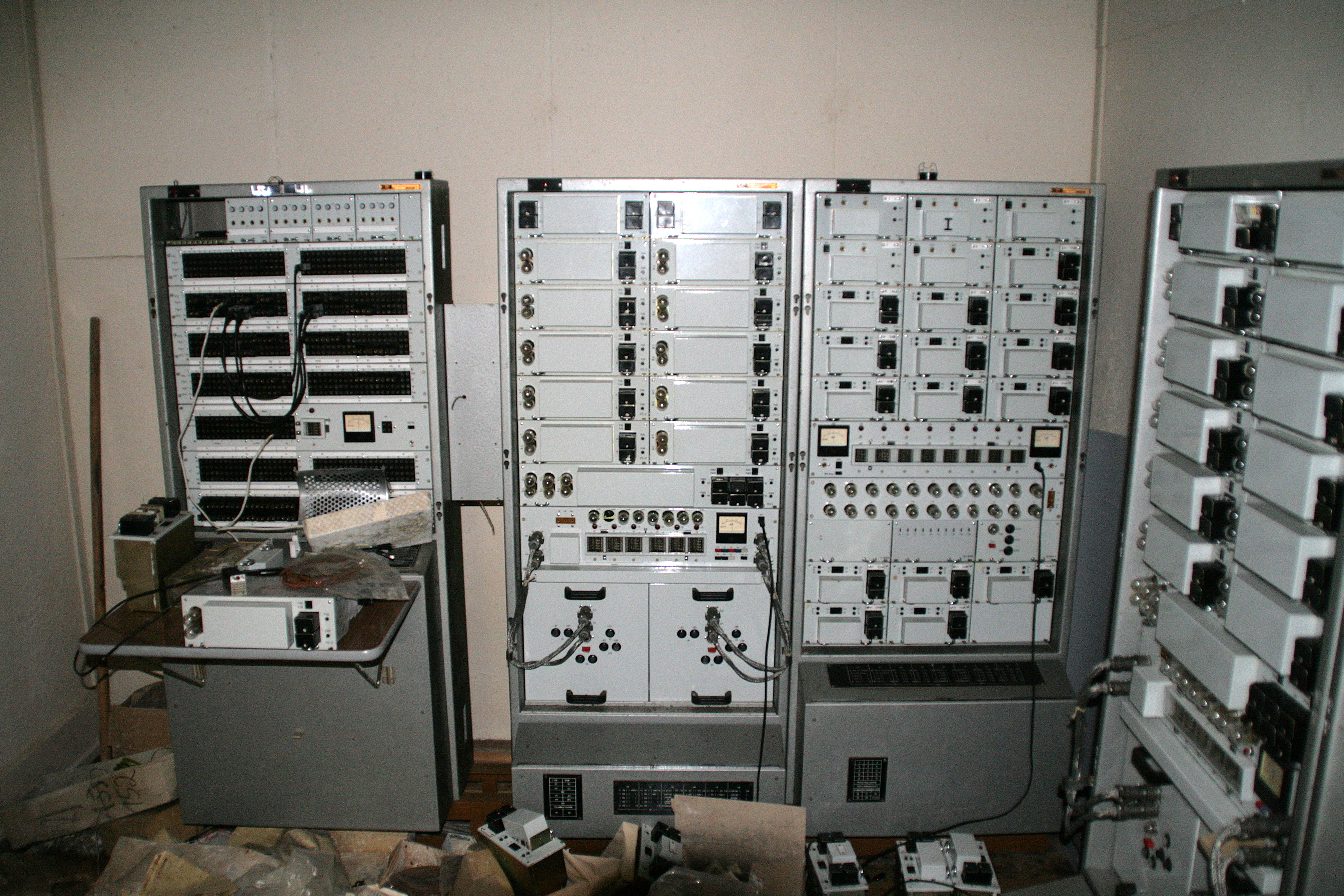
Bunker 7001, Telefonanlage im TO 02

Der Bau einer dreistöckigen unterirdischen Führungsstelle wurde etwa Anfang 1983 bei Werneuchen, in unmittelbarer Nähe des sowjetischen strategischen Militärflugplatzes, abgebrochen und neu in ca. 10 km Entfernung ostwärts am Ortsrand von Freudenberg begonnen. Das NVA-Bauregiment, das in diesem Objekt bis dahin in dreigeschossigen Metallleichtbaugebäuden untergebracht war und die unterirdischen Führungsstellen der NVA im Raum Strausberg zusammen mit dem VEB Spezialbau Schwedt gebaut hatte (7000er Objekte), wurde aufgelöst. An Stelle des aufgelösten Regiments bauten nun Baukräfte aus den Kompanien der Dienststelle.

Die schlechte wirtschaftliche Lage in der DDR zwang allerdings dazu, an Stelle des ursprünglich vorgesehenen mehrstöckigen Bauwerks der Schutzklasse A und einer späteren Präzisierung auf einen zweistöckigen Bunker der Schutzklasse B nunmehr lediglich drei bescheidenere einstöckige Bauwerke (TO = Teilobjekt) zu errichten, von denen zwei (TO 01 und 02) nur die Schutzklasse D aufwiesen. Lediglich einer der drei Bunker (TO 03) erfüllte wenigstens die Schutzklasse C. Dieser Bunker ist der größte der drei Bunker, etwa 88 Meter lang und 14 Meter breit und wurde vollständig unterirdisch errichtet. An seinem Ende befand sich ehemals das sogenannte „Lagezentrum“ mit Kartenwänden und Filmprojektor. Ein kleines Tonstudio mit einer Leitungsverbindung zum Rundfunk der DDR war ebenfalls im TO 03 angesiedelt. Die nur 50 Meter langen Bunker TO 01 und TO 02 enden jeweils in einer geschützten Garage von 25 Metern Länge und 15 Metern Breite. Sie wurden innerhalb der sogenannten „Parkzone“ mit zwei Baracken überbaut, in deren Kellern eine Schleuse in den Bunker führt. Neben den Baracken befindet sich je ein Notausgang. Alle drei Bunker sind untereinander durch Tunnel verbunden, deren längster mit 260 Metern den TO 03 mit dem Keller des Stabsdienstgebäudes (TO 04) verbindet.
Der Bau der Bunkeranlage erfolgte in den Jahren 1983 bis 1987 und soll 58 Millionen DDR-Mark gekostet haben. Die drei Bunker sollten der geschützten Unterbringung von 200 Personen dienen und vollständig hermetisiert deren Überleben für zehn Stunden ermöglichen.
Im Jahr 2005 drehte das ZDF einen Beitrag für die Sendung Abenteuer Wissen in den Bunkern bei Freudenberg (Objekt 7001), der am 9. November 2005 gesendet wurde. Geführt wurde das Kamerateam des ZDF von zwei Bunkerforschern vom Berliner Bunker Netzwerk und vom Verein Berliner Unterwelten.
Die Bunker sind zugänglich und können geführt besichtigt werden.